# Эггер, Юрг
Юрг Э́ггер (нем. Jürg Egger, 1 января 1982, Фарнерн) — швейцарский бобслеист, разгоняющий, выступает за сборную Швейцарии с 2005 года. Обладатель нескольких медалей Кубка мира, неоднократный победитель и призёр национальных первенств, различных этапов Кубка Европы, участник зимних Олимпийских игр в Сочи.

## Биография
Юрг Эггер родился 1 января 1982 года в коммуне Фарнерн, кантон Берн. Активно заниматься бобслеем начал в 2005 году, тогда же в качестве разгоняющего прошёл отбор в национальную сборную и стал ездить на крупные международные старты, порой показывая довольно неплохой результат. В декабре дебютировал в Кубке мира, на этапе в австрийском Иглсе финишировал двадцать третьим с двухместным экипажем и четырнадцатым с четырёхместным, при этом на остальных этапах неизменно присутствовал в двадцатке сильнейших. В феврале 2007 года впервые поучаствовал в заездах взрослого чемпионата мира, на домашней трассе в Санкт-Морице занял с четвёркой восьмое место. В январе 2008 года выиграл первую в карьере медаль мирового кубка, приехав к финишу вторым на трассе в итальянской Чезане. Также в этом сезоне стал чемпионом на молодёжном чемпионате мира в Иглсе, одержав победу с двойкой, и пришёл к финишу одиннадцатым на взрослом мировом первенстве в немецком Альтенберге.
Следующий сезон Эггер провёл на таком же высоком уровне, среди прочих соревнований наиболее успешно выступил на этапе Кубка Европы в Иглсе, когда стал первым в зачёте четырёхместных экипажей. На чемпионате мира 2011 года в немецком Кёнигсзее занял восьмое место в четвёрках и десятое в программе смешанных состязаний по бобслею и скелетону. Спустя год повторил это же достижение на мировом первенстве в американском Лейк-Плэсиде, показав точно такой же результат. В сезоне 2012/13 выиграл ещё две медали на этапах Кубка мира, серебряную в Иглсе и золоту в Ла-Плани — обе в зачёте четырёхместных экипажей.
Благодаря череде удачных выступлений Эггер удостоился права защищать честь страны на зимних Олимпийских играх 2014 года в Сочи, где закрыл десятку сильнейших в программе двухместных экипажей и финишировал восьмым в четырёхместных.